# Ein Blatt im Sturm … doch das Schicksal hat es verweht
Ein Blatt im Sturm … doch das Schicksal hat es verweht ist ein deutsches Stummfilmmelodram aus dem Jahre 1917 mit Fern Andra. An ihrer Seite übernahmen Alfred Abel und Joseph Schildkraut die männlichen Hauptrollen.

## Handlung
Fern ist die Geliebte des Kunstmalers Alfred, der seine Gemälde mehr schlecht als recht verkauft. Da er gesundheitsbedingt unbedingt einen Sanatoriumsaufenthalt benötigt, verschafft Fern ihm das Geld, tut aber so, als hätte sie das Geld dafür durch den Verkauf seiner Bilder beschafft. Wieder genesen, ist Alfred von Ferns Notlüge derart enttäuscht, dass er sich von ihr lossagt und mit Thekla von Steinhorst verlobt. Tief enttäuscht, will Fern sich daraufhin an der Männerwelt sui generis rächen. Sie stürzt sich in diverse Liebesabenteuer und bringt Theklas Bruder Kurt sogar dazu, sie zu heiraten. Erst als dessen Mutter Fern darum bittet, ihren Sohn in Ruhe zu lassen, lässt sie von dem Jüngling ab. Daraufhin irrt die gebrochene junge Frau durch die Straßen und landet schließlich in Alfreds Künstleratelier, wo sie sich aus dem Fenster in die Tiefe stürzt.

## Produktionsnotizen
Ein Blatt im Sturm … doch das Schicksal hat es verweht entstand im Frühjahr 1917 und wurde am 20. Juli desselben Jahres uraufgeführt. Der mit Jugendverbot belegte Streifen besaß fünf Akte, verteilt auf 1360 Metern Länge. In Österreich lief der Streifen, der hier eine Länge von 1470 Metern besaß, erst am 20. September 1918 an.

## Kritik
In Wiens Neue Kino-Rundschau heißt es: „Hier tritt die Künstlerin Fern Andra in einer großen tragischen Rolle auf. Sie besitzt unstreitig die Grundbedingungen zur tragischen Filmkünstlerin und erzielt mit ihrer eminenten Künstlerschaft einen durchschlagenden Erfolg. (…) Die Handlung dieses Schauspieles ist vom Beginn an fesselnd und spannend bis zum Schlusse. Photographie und Inszenierung verdienen die größte Anerkennung.“